# 1307
Portal Geschichte | Portal Biografien | Aktuelle Ereignisse | Jahreskalender | Tagesartikel

◄ |
13. Jahrhundert |
14. Jahrhundert
| 15. Jahrhundert | ►

◄ |
1270er |
1280er |
1290er |
1300er
| 1310er | 1320er | 1330er | ►

◄◄ |
◄ |
1303 |
1304 |
1305 |
1306 |
1307
| 1308 | 1309 | 1310 | 1311 | ► | ►►
Staatsoberhäupter  · Nekrolog
| Januar | Januar | Januar | Januar | Januar | Januar | Januar | Januar |
| Kw     | Mo     | Di     | Mi     | Do     | Fr     | Sa     | So     |
| ------ | ------ | ------ | ------ | ------ | ------ | ------ | ------ |
| 52     |        |        |        |        |        |        | 1      |
| 1      | 2      | 3      | 4      | 5      | 6      | 7      | 8      |
| 2      | 9      | 10     | 11     | 12     | 13     | 14     | 15     |
| 3      | 16     | 17     | 18     | 19     | 20     | 21     | 22     |
| 4      | 23     | 24     | 25     | 26     | 27     | 28     | 29     |
| 5      | 30     | 31     |        |        |        |        |        |

| Februar | Februar | Februar | Februar | Februar | Februar | Februar | Februar |
| Kw      | Mo      | Di      | Mi      | Do      | Fr      | Sa      | So      |
| ------- | ------- | ------- | ------- | ------- | ------- | ------- | ------- |
| 5       |         |         | 1       | 2       | 3       | 4       | 5       |
| 6       | 6       | 7       | 8       | 9       | 10      | 11      | 12      |
| 7       | 13      | 14      | 15      | 16      | 17      | 18      | 19      |
| 8       | 20      | 21      | 22      | 23      | 24      | 25      | 26      |
| 9       | 27      | 28      |         |         |         |         |         |

| März | März | März | März | März | März | März | März |
| Kw   | Mo   | Di   | Mi   | Do   | Fr   | Sa   | So   |
| ---- | ---- | ---- | ---- | ---- | ---- | ---- | ---- |
| 9    |      |      | 1    | 2    | 3    | 4    | 5    |
| 10   | 6    | 7    | 8    | 9    | 10   | 11   | 12   |
| 11   | 13   | 14   | 15   | 16   | 17   | 18   | 19   |
| 12   | 20   | 21   | 22   | 23   | 24   | 25   | 26   |
| 13   | 27   | 28   | 29   | 30   | 31   |      |      |

| April | April | April | April | April | April | April | April |
| Kw    | Mo    | Di    | Mi    | Do    | Fr    | Sa    | So    |
| ----- | ----- | ----- | ----- | ----- | ----- | ----- | ----- |
| 13    |       |       |       |       |       | 1     | 2     |
| 14    | 3     | 4     | 5     | 6     | 7     | 8     | 9     |
| 15    | 10    | 11    | 12    | 13    | 14    | 15    | 16    |
| 16    | 17    | 18    | 19    | 20    | 21    | 22    | 23    |
| 17    | 24    | 25    | 26    | 27    | 28    | 29    | 30    |

| Mai | Mai | Mai | Mai | Mai | Mai | Mai | Mai |
| Kw  | Mo  | Di  | Mi  | Do  | Fr  | Sa  | So  |
| --- | --- | --- | --- | --- | --- | --- | --- |
| 18  | 1   | 2   | 3   | 4   | 5   | 6   | 7   |
| 19  | 8   | 9   | 10  | 11  | 12  | 13  | 14  |
| 20  | 15  | 16  | 17  | 18  | 19  | 20  | 21  |
| 21  | 22  | 23  | 24  | 25  | 26  | 27  | 28  |
| 22  | 29  | 30  | 31  |     |     |     |     |

| Juni | Juni | Juni | Juni | Juni | Juni | Juni | Juni |
| Kw   | Mo   | Di   | Mi   | Do   | Fr   | Sa   | So   |
| ---- | ---- | ---- | ---- | ---- | ---- | ---- | ---- |
| 22   |      |      |      | 1    | 2    | 3    | 4    |
| 23   | 5    | 6    | 7    | 8    | 9    | 10   | 11   |
| 24   | 12   | 13   | 14   | 15   | 16   | 17   | 18   |
| 25   | 19   | 20   | 21   | 22   | 23   | 24   | 25   |
| 26   | 26   | 27   | 28   | 29   | 30   |      |      |

| Juli | Juli | Juli | Juli | Juli | Juli | Juli | Juli |
| Kw   | Mo   | Di   | Mi   | Do   | Fr   | Sa   | So   |
| ---- | ---- | ---- | ---- | ---- | ---- | ---- | ---- |
| 26   |      |      |      |      |      | 1    | 2    |
| 27   | 3    | 4    | 5    | 6    | 7    | 8    | 9    |
| 28   | 10   | 11   | 12   | 13   | 14   | 15   | 16   |
| 29   | 17   | 18   | 19   | 20   | 21   | 22   | 23   |
| 30   | 24   | 25   | 26   | 27   | 28   | 29   | 30   |
| 31   | 31   |      |      |      |      |      |      |

| August | August | August | August | August | August | August | August |
| Kw     | Mo     | Di     | Mi     | Do     | Fr     | Sa     | So     |
| ------ | ------ | ------ | ------ | ------ | ------ | ------ | ------ |
| 31     |        | 1      | 2      | 3      | 4      | 5      | 6      |
| 32     | 7      | 8      | 9      | 10     | 11     | 12     | 13     |
| 33     | 14     | 15     | 16     | 17     | 18     | 19     | 20     |
| 34     | 21     | 22     | 23     | 24     | 25     | 26     | 27     |
| 35     | 28     | 29     | 30     | 31     |        |        |        |

| September | September | September | September | September | September | September | September |
| Kw        | Mo        | Di        | Mi        | Do        | Fr        | Sa        | So        |
| --------- | --------- | --------- | --------- | --------- | --------- | --------- | --------- |
| 35        |           |           |           |           | 1         | 2         | 3         |
| 36        | 4         | 5         | 6         | 7         | 8         | 9         | 10        |
| 37        | 11        | 12        | 13        | 14        | 15        | 16        | 17        |
| 38        | 18        | 19        | 20        | 21        | 22        | 23        | 24        |
| 39        | 25        | 26        | 27        | 28        | 29        | 30        |           |

| Oktober | Oktober | Oktober | Oktober | Oktober | Oktober | Oktober | Oktober |
| Kw      | Mo      | Di      | Mi      | Do      | Fr      | Sa      | So      |
| ------- | ------- | ------- | ------- | ------- | ------- | ------- | ------- |
| 39      |         |         |         |         |         |         | 1       |
| 40      | 2       | 3       | 4       | 5       | 6       | 7       | 8       |
| 41      | 9       | 10      | 11      | 12      | 13      | 14      | 15      |
| 42      | 16      | 17      | 18      | 19      | 20      | 21      | 22      |
| 43      | 23      | 24      | 25      | 26      | 27      | 28      | 29      |
| 44      | 30      | 31      |         |         |         |         |         |

| November | November | November | November | November | November | November | November |
| Kw       | Mo       | Di       | Mi       | Do       | Fr       | Sa       | So       |
| -------- | -------- | -------- | -------- | -------- | -------- | -------- | -------- |
| 44       |          |          | 1        | 2        | 3        | 4        | 5        |
| 45       | 6        | 7        | 8        | 9        | 10       | 11       | 12       |
| 46       | 13       | 14       | 15       | 16       | 17       | 18       | 19       |
| 47       | 20       | 21       | 22       | 23       | 24       | 25       | 26       |
| 48       | 27       | 28       | 29       | 30       |          |          |          |

| Dezember | Dezember | Dezember | Dezember | Dezember | Dezember | Dezember | Dezember |
| Kw       | Mo       | Di       | Mi       | Do       | Fr       | Sa       | So       |
| -------- | -------- | -------- | -------- | -------- | -------- | -------- | -------- |
| 48       |          |          |          |          | 1        | 2        | 3        |
| 49       | 4        | 5        | 6        | 7        | 8        | 9        | 10       |
| 50       | 11       | 12       | 13       | 14       | 15       | 16       | 17       |
| 51       | 18       | 19       | 20       | 21       | 22       | 23       | 24       |
| 52       | 25       | 26       | 27       | 28       | 29       | 30       | 31       |

| Januar | Januar | Januar | Januar | Januar | Januar | Januar | Januar |
| Kw     | Mo     | Di     | Mi     | Do     | Fr     | Sa     | So     |
| ------ | ------ | ------ | ------ | ------ | ------ | ------ | ------ |
| 52     |        |        |        |        |        |        | 1      |
| 1      | 2      | 3      | 4      | 5      | 6      | 7      | 8      |
| 2      | 9      | 10     | 11     | 12     | 13     | 14     | 15     |
| 3      | 16     | 17     | 18     | 19     | 20     | 21     | 22     |
| 4      | 23     | 24     | 25     | 26     | 27     | 28     | 29     |
| 5      | 30     | 31     |        |        |        |        |        |

| Februar | Februar | Februar | Februar | Februar | Februar | Februar | Februar |
| Kw      | Mo      | Di      | Mi      | Do      | Fr      | Sa      | So      |
| ------- | ------- | ------- | ------- | ------- | ------- | ------- | ------- |
| 5       |         |         | 1       | 2       | 3       | 4       | 5       |
| 6       | 6       | 7       | 8       | 9       | 10      | 11      | 12      |
| 7       | 13      | 14      | 15      | 16      | 17      | 18      | 19      |
| 8       | 20      | 21      | 22      | 23      | 24      | 25      | 26      |
| 9       | 27      | 28      |         |         |         |         |         |

| März | März | März | März | März | März | März | März |
| Kw   | Mo   | Di   | Mi   | Do   | Fr   | Sa   | So   |
| ---- | ---- | ---- | ---- | ---- | ---- | ---- | ---- |
| 9    |      |      | 1    | 2    | 3    | 4    | 5    |
| 10   | 6    | 7    | 8    | 9    | 10   | 11   | 12   |
| 11   | 13   | 14   | 15   | 16   | 17   | 18   | 19   |
| 12   | 20   | 21   | 22   | 23   | 24   | 25   | 26   |
| 13   | 27   | 28   | 29   | 30   | 31   |      |      |

| April | April | April | April | April | April | April | April |
| Kw    | Mo    | Di    | Mi    | Do    | Fr    | Sa    | So    |
| ----- | ----- | ----- | ----- | ----- | ----- | ----- | ----- |
| 13    |       |       |       |       |       | 1     | 2     |
| 14    | 3     | 4     | 5     | 6     | 7     | 8     | 9     |
| 15    | 10    | 11    | 12    | 13    | 14    | 15    | 16    |
| 16    | 17    | 18    | 19    | 20    | 21    | 22    | 23    |
| 17    | 24    | 25    | 26    | 27    | 28    | 29    | 30    |

| Mai | Mai | Mai | Mai | Mai | Mai | Mai | Mai |
| Kw  | Mo  | Di  | Mi  | Do  | Fr  | Sa  | So  |
| --- | --- | --- | --- | --- | --- | --- | --- |
| 18  | 1   | 2   | 3   | 4   | 5   | 6   | 7   |
| 19  | 8   | 9   | 10  | 11  | 12  | 13  | 14  |
| 20  | 15  | 16  | 17  | 18  | 19  | 20  | 21  |
| 21  | 22  | 23  | 24  | 25  | 26  | 27  | 28  |
| 22  | 29  | 30  | 31  |     |     |     |     |

| Juni | Juni | Juni | Juni | Juni | Juni | Juni | Juni |
| Kw   | Mo   | Di   | Mi   | Do   | Fr   | Sa   | So   |
| ---- | ---- | ---- | ---- | ---- | ---- | ---- | ---- |
| 22   |      |      |      | 1    | 2    | 3    | 4    |
| 23   | 5    | 6    | 7    | 8    | 9    | 10   | 11   |
| 24   | 12   | 13   | 14   | 15   | 16   | 17   | 18   |
| 25   | 19   | 20   | 21   | 22   | 23   | 24   | 25   |
| 26   | 26   | 27   | 28   | 29   | 30   |      |      |

| Juli | Juli | Juli | Juli | Juli | Juli | Juli | Juli |
| Kw   | Mo   | Di   | Mi   | Do   | Fr   | Sa   | So   |
| ---- | ---- | ---- | ---- | ---- | ---- | ---- | ---- |
| 26   |      |      |      |      |      | 1    | 2    |
| 27   | 3    | 4    | 5    | 6    | 7    | 8    | 9    |
| 28   | 10   | 11   | 12   | 13   | 14   | 15   | 16   |
| 29   | 17   | 18   | 19   | 20   | 21   | 22   | 23   |
| 30   | 24   | 25   | 26   | 27   | 28   | 29   | 30   |
| 31   | 31   |      |      |      |      |      |      |

| August | August | August | August | August | August | August | August |
| Kw     | Mo     | Di     | Mi     | Do     | Fr     | Sa     | So     |
| ------ | ------ | ------ | ------ | ------ | ------ | ------ | ------ |
| 31     |        | 1      | 2      | 3      | 4      | 5      | 6      |
| 32     | 7      | 8      | 9      | 10     | 11     | 12     | 13     |
| 33     | 14     | 15     | 16     | 17     | 18     | 19     | 20     |
| 34     | 21     | 22     | 23     | 24     | 25     | 26     | 27     |
| 35     | 28     | 29     | 30     | 31     |        |        |        |

| September | September | September | September | September | September | September | September |
| Kw        | Mo        | Di        | Mi        | Do        | Fr        | Sa        | So        |
| --------- | --------- | --------- | --------- | --------- | --------- | --------- | --------- |
| 35        |           |           |           |           | 1         | 2         | 3         |
| 36        | 4         | 5         | 6         | 7         | 8         | 9         | 10        |
| 37        | 11        | 12        | 13        | 14        | 15        | 16        | 17        |
| 38        | 18        | 19        | 20        | 21        | 22        | 23        | 24        |
| 39        | 25        | 26        | 27        | 28        | 29        | 30        |           |

| Oktober | Oktober | Oktober | Oktober | Oktober | Oktober | Oktober | Oktober |
| Kw      | Mo      | Di      | Mi      | Do      | Fr      | Sa      | So      |
| ------- | ------- | ------- | ------- | ------- | ------- | ------- | ------- |
| 39      |         |         |         |         |         |         | 1       |
| 40      | 2       | 3       | 4       | 5       | 6       | 7       | 8       |
| 41      | 9       | 10      | 11      | 12      | 13      | 14      | 15      |
| 42      | 16      | 17      | 18      | 19      | 20      | 21      | 22      |
| 43      | 23      | 24      | 25      | 26      | 27      | 28      | 29      |
| 44      | 30      | 31      |         |         |         |         |         |

| November | November | November | November | November | November | November | November |
| Kw       | Mo       | Di       | Mi       | Do       | Fr       | Sa       | So       |
| -------- | -------- | -------- | -------- | -------- | -------- | -------- | -------- |
| 44       |          |          | 1        | 2        | 3        | 4        | 5        |
| 45       | 6        | 7        | 8        | 9        | 10       | 11       | 12       |
| 46       | 13       | 14       | 15       | 16       | 17       | 18       | 19       |
| 47       | 20       | 21       | 22       | 23       | 24       | 25       | 26       |
| 48       | 27       | 28       | 29       | 30       |          |          |          |

| Dezember | Dezember | Dezember | Dezember | Dezember | Dezember | Dezember | Dezember |
| Kw       | Mo       | Di       | Mi       | Do       | Fr       | Sa       | So       |
| -------- | -------- | -------- | -------- | -------- | -------- | -------- | -------- |
| 48       |          |          |          |          | 1        | 2        | 3        |
| 49       | 4        | 5        | 6        | 7        | 8        | 9        | 10       |
| 50       | 11       | 12       | 13       | 14       | 15       | 16       | 17       |
| 51       | 18       | 19       | 20       | 21       | 22       | 23       | 24       |
| 52       | 25       | 26       | 27       | 28       | 29       | 30       | 31       |

## Ereignisse

### Politik und Weltgeschehen

#### Heiliges Römisches Reich
- 18. Januar: König Albrecht I. aus dem Hause Habsburg beleiht seinen Sohn Rudolf mit Böhmen.
- 31. Mai: Markgraf Friedrich I. von Meißen besiegt in der Schlacht bei Lucka den römisch-deutschen König Albrecht I.
- 15. August: Heinrich von Kärnten  aus der Meinhardiner-Dynastie wird nach dem überraschenden Tod Rudolfs am 4. Juli gegen den Widerstand der Habsburger zum böhmischen König gewählt.
- Das Habsburger Urbar, ein deutschsprachiges Verzeichnis sämtlicher Rechtstitel, welche die Habsburger in ihren Vorlanden (Vorderösterreich, Elsass und Schweiz) für sich in Anspruch nehmen, wird fertiggestellt.

#### Osteuropa
- Im Sommer beginnt eine Rebellion des pommerellischen Adelsgeschlechts der Swenzonen, die sich mit Markgraf Waldemar von Brandenburg gegen die polnische Herrschaft Władysławs I. Ellenlang verbünden.

#### Westeuropa

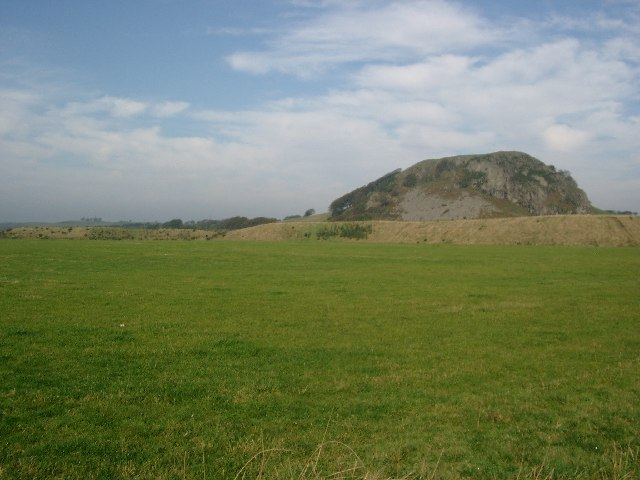
Das Schlachtfeld mit dem steil aufragenden Loudoun Hill

- 10. Mai: Im Ersten Schottischen Unabhängigkeitskrieg kommt es zur Schlacht am Loudoun Hill. Eine schottische Streitmacht unter Robert Bruce schlägt eine englische Streitmacht unter Aymer de Valence. Obwohl die Schlacht mit ein Wendepunkt im Kampf um die schottische Unabhängigkeit ist, ist über sie nur wenig bekannt.
- 7. Juli: In England stirbt Edward I. während eines Feldzuges gegen die Schotten. Sein Sohn Edward II. wird sein Nachfolger. Eine seiner ersten Handlungen als König ist der Abbruch des erfolglosen Schottlandfeldzuges. Dies nutzen die Schotten, um die dünne und nur in wenigen Gebieten tatsächlich funktionsfähige englische Herrschaftsstruktur zu vernichten, die Edward I. kurz zuvor aufgebaut hat.
- 13. Oktober „Schwarzer Freitag“: Alle Mitglieder des Templerordens werden von Guillaume de Nogaret auf Geheiß Philipps des Schönen in ganz Frankreich inhaftiert. Der französische König verlegt sofort seinen Hofstaat in die Templerburg in Paris und bemächtigt sich des Goldvorrats der Templer. Schon am Nachmittag des 13. Oktober beginnt der Propagandafeldzug von Nogaret und Philipp gegen die Templer.

#### Afrika
- Abu Thabit Amir wird Sultan der Meriniden in Marokko. Er tritt die Nachfolge seines verstorbenen Großvaters Abu Yaqub Yusuf an, kann aber an dessen Erfolge nicht anknüpfen. So muss er sich aus dem Abdalwadidenreich zurückziehen und die langjährige Belagerung von Tlemcen aufheben. Außerdem brechen während seiner Regierung heftige Machtkämpfe innerhalb des Merinidenclans aus.
- 1307 oder 1312: Mansa Musa besteigt als Nachfolger Abubakaris II. den Thron des Malireichs.

#### Asien

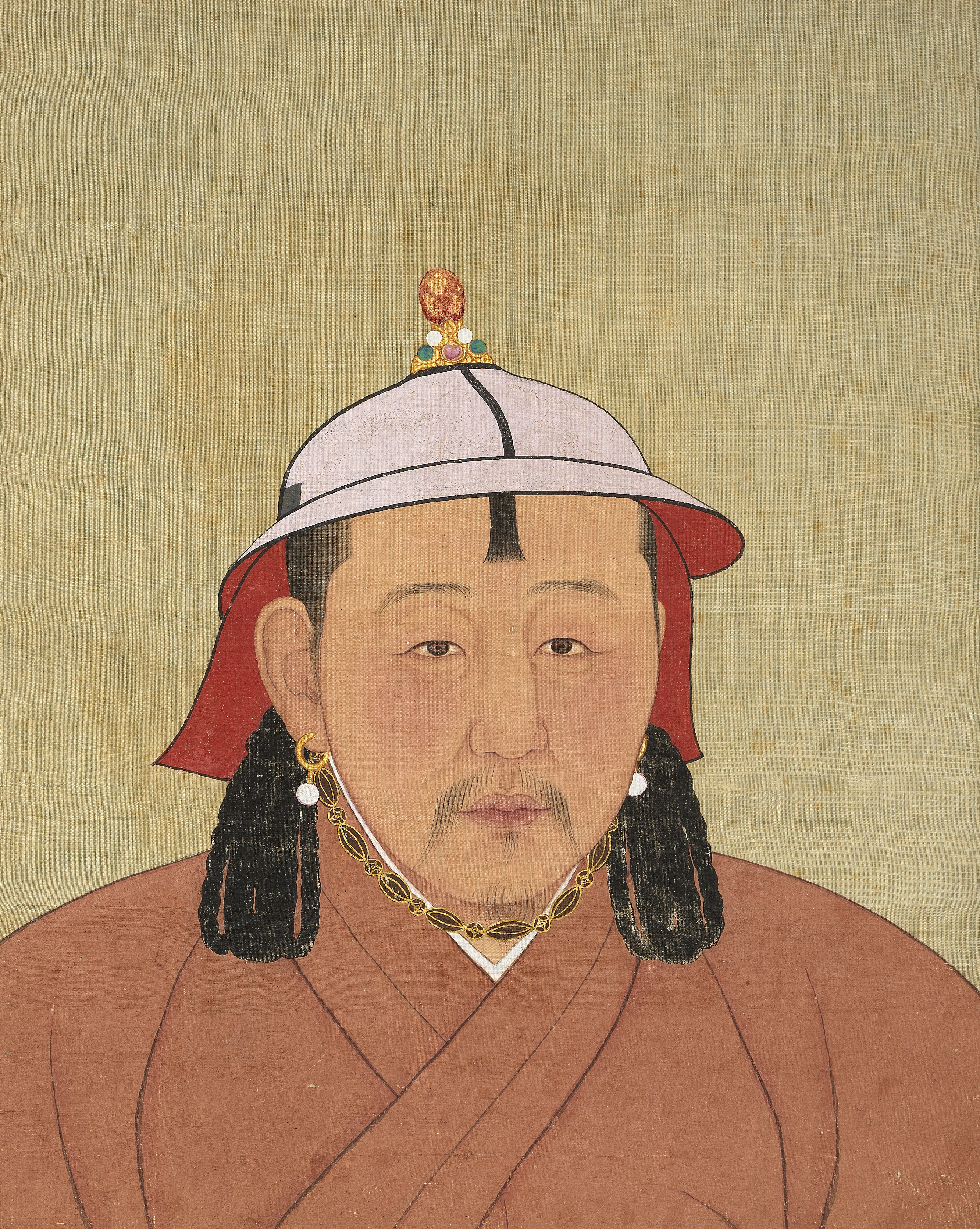
Külüq Khan

- 10. Februar: Külüq Khan wird als Nachfolger von Timur Khan Herrscher der Mongolen und Kaiser der Yuan-Dynastie in China.
- Das Sultanat der Rum-Seldschuken, schon seit rund einem halben Jahrhundert Vasall des mongolischen Ilchanats, wird aufgelöst.

#### Städtegründungen und urkundliche Ersterwähnungen
- 7. November: Erste urkundliche Erwähnung von Deuchelried und Veert
- Die Städte Berlin und Cölln schließen sich in Landes- und Verteidigungsangelegenheiten zusammen und bilden einen gemeinsamen Rat.
- Die Burg Haneck im Elsass wird erstmals urkundlich erwähnt.

### Kultur
- um 1307: Dante Alighieri beginnt im Alter von 42 Jahren La Commedia (Die Göttliche Komödie) zu schreiben.

### Religion

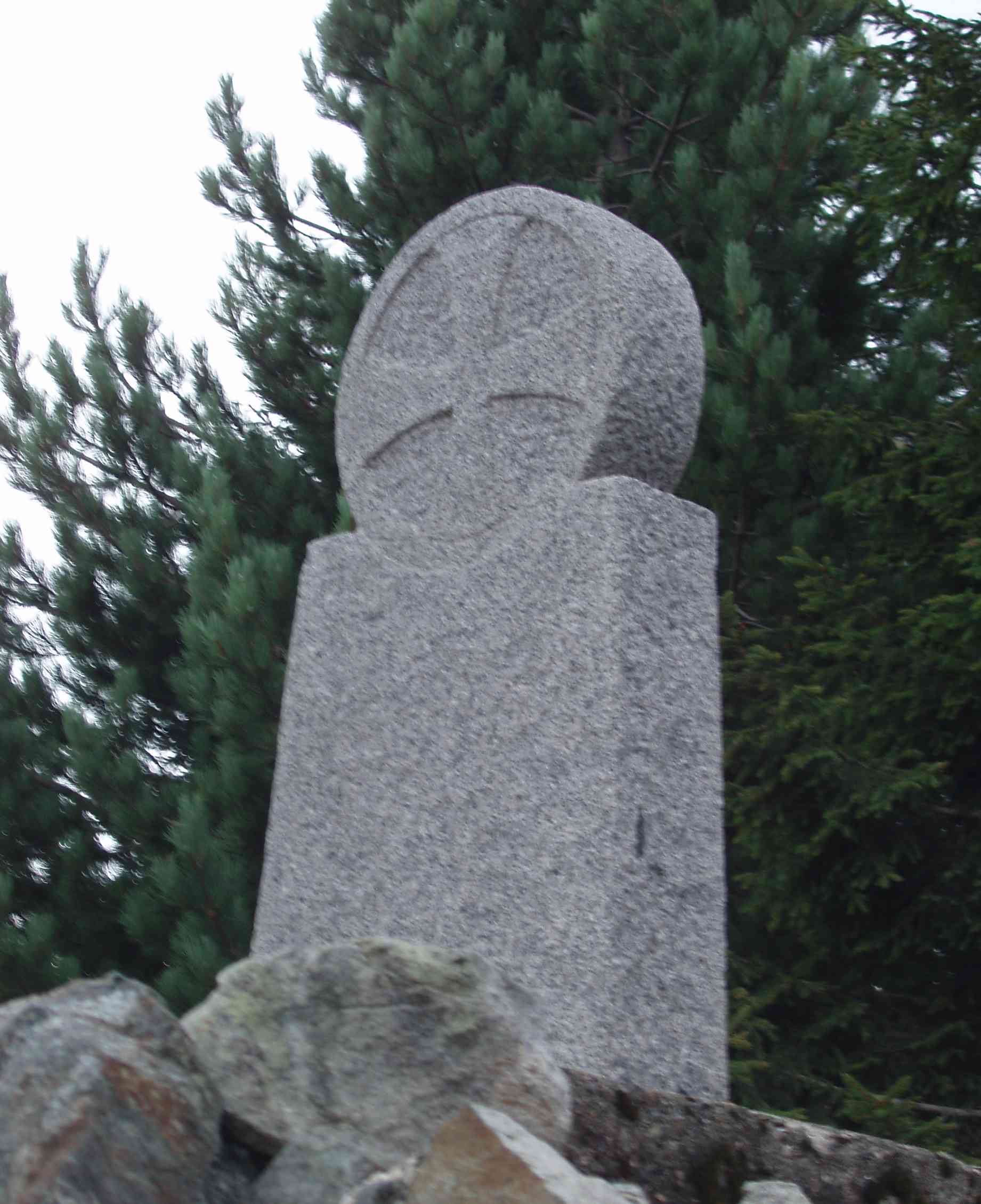
Gedenkstein für Fra Dolcino am Monte Rubello

- 1. Juni: Der bei einem Kreuzzug gegen die Sekte gefangene Anführer der oberitalienischen Apostelbrüder, Fra Dolcino, wird in Vercelli nach öffentlichen Folterungen mit darauffolgendem Todesurteil auf dem Scheiterhaufen verbrannt.
- Nach dem Tod von Heinrich III. von Anhalt am 11. November wird Burchard III., Graf von Schraplau, zu seinem Nachfolger als Erzbischof von Magdeburg gewählt.
- 22. November: In der Bulle Pastoralis praeeminentiae fordert Papst Clemens V. die weltlichen Herrscher in Europa auf, die Mitglieder des Templerordens zu verhaften und dessen Eigentum zu beschlagnahmen.
- Marino Sanudo der Ältere legt Papst Clemens V. den Liber Secretorum Fidelium Crucis als praktisches Handbuch für Kreuzfahrer vor.

## Geboren

### Geburtsdatum gesichert
- 3. Januar: Otto IV., Herzog von Niederbayern-Landshut († 1334)

### Genaues Geburtsdatum unbekannt
- Dezember: Eleonore von Kastilien, Königin von Aragón († 1359)
- Johannes von Arderne, englischer Chirurg und Proktologe († 1392)
- Nikolaus von Bismarck, Stendaler Patrizier und Ratsherr († 1377)
- Alessandra Giliani, erste Frau, die als Anatomin oder Pathologin gearbeitet hat († 1326)
- Rulman Merswin, Kaufmann und geistlicher Schriftsteller († 1382)
- Jean de Venette, französischer Dichter, Historiker und Chronist († nach 1368)

### Geboren um 1307
- Borommaracha I., König des Ayutthaya-Reiches in Thailand († 1388/89)

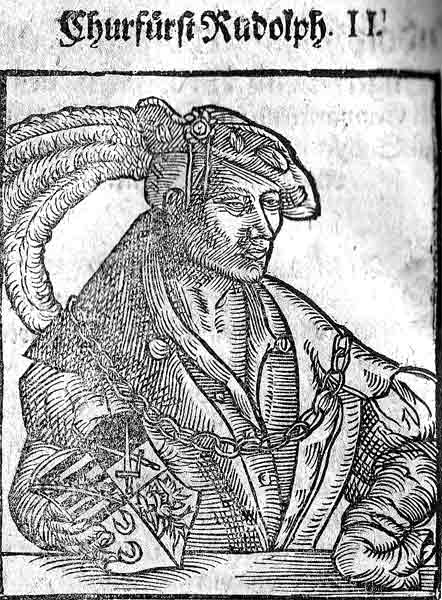
Rudolf II Kurfürst von Sachsen

- Rudolf II., Herzog von Sachsen-Wittenberg und Kurfürst des Heiligen Römischen Reichs († 1370)

## Gestorben

### Erstes Halbjahr
- 10. Februar: Timur Khan, mongolischer Khan und chinesischer Kaiser der Yuan-Dynastie (* 1265)
- 3. April: Bartholomäus Querini, Bischof von Castello, Novara und Trient
- 12. April: Humbert I., Seigneur de La Tour-du-Pin und Daupin von Viennois (* um 1240)
- 23. April: Johanna von England, Tochter von Eduard I. von England (* 1272)
- April: Konstanze von Staufen, Kaiserin von Byzanz
- 1. Juni: Fra Dolcino, italienischer Sektenführer, hingerichtet in Vercelli

### Zweites Halbjahr
- 4. Juli: Rudolf von Böhmen, Herzog von Österreich und der Steiermark von und König von Böhmen (* um 1282)
- 7. Juli: Edward I., König von England (* 1239)
- 13. August: Leon IV., König von Armenien (* 1289)
- August: Hethum II., König von Armenien (* 1266)
- 21. September: Thomas Bitton, Bischof von Exeter
- vor 13. Oktober: Gilbert de Umfraville, englischer Adeliger mit schottischem Titel (* 1244)
- 23. Oktober: Otto von Rietberg, Bischof von Paderborn
- 11. November: Heinrich III. von Anhalt, Erzbischof von Magdeburg
- 23. November: Diether von Nassau, Erzbischof von Trier (* um 1250)
- 10. Dezember: Dietrich IV., Markgraf der Lausitz (* um 1260)

### Genaues Todesdatum unbekannt
- Abu Yaqub Yusuf, Sultan der Meriniden in Marokko
- Degenhard von Hellenstein, Bischof von Augsburg
- Fredehelm von Cottbus, deutscher Adeliger
- Geoffrey of Langley, englischer Diplomat (* 1243)
- Gilbert de Clare, anglo-irischer Adeliger (* 1281)
- Guillaume de Villaret, Großmeister des Johanniterordens
- Hugo II., Graf von Blois und Dunois (* 1258)
- Joan de Munchensi, englische Adelige
- Johannes Palaiologos, byzantinischer Prinz und Gouverneur (* 1286)
- Otto IV., Graf von Tecklenburg-Ibbenbüren
- Raimund Berengar VI., Graf von Provence (* 1281)
- Otto von Wölpe, Dompropst von Minden (* 1258)

### Gestorben um 1307
- Albertus Siculus, Karmeliter und katholischer Heiliger (* um 1212)